# Luis Barboo
Luis Barboo (* 20. März 1927 in Vigo; † 30. September 2001 in Madrid) war ein spanischer Schauspieler.

## Leben
Barboo war zunächst Sportler und dann als Zirkusartist aktiv; beim Film war er als Stuntman und als Double tätig, bevor er als Nebendarsteller, der in über 135 Filmen in dreißig Jahren zwischen 1964 und 1994 zu sehen war, bekannt wurde; oftmals spielte der bärtige, muskulöse, herbe Schauspieler Bösewichte und Helfer der Schurken in über dreißig Italowestern, dazu zahlreichen Horrorstreifen und anderen Genrefilmen. Oft war er für Jess Franco tätig.

## Filmografie (Auswahl)
- 1964: La carga de la policía montada
- 1964: Für eine Handvoll Dollar (Per un pugno di dollari)
- 1966: Der Mann, der aus dem Norden kam (Frontera al sur)
- 1966: Ohne Dollar keinen Sarg (El precio de un hombre)
- 1966: Rocco – der Mann mit den zwei Gesichtern (Sugar Colt)
- 1966: Unter der Flagge des Tigers (Surcouf, l'eroe dei sette mari)
- 1967: Gott vergibt – Django nie! (Dio perdona… io no!)
- 1968: Anche nel West c’era una volta Dio
- 1968: An den Galgen, Bastardo (¿Quien grita venganza?)
- 1968: Schweinehunde beten nicht (I vigliacchi non pregano)
- 1968: Von Django – mit den besten Empfehlungen (Uno dopo l'altro)
- 1969: Friß oder stirb (Vivi o preferibilmente morti)
- 1969: Die heiße Masche – Chicago 1929 (Tempo di Charleston – Chicago 1929)
- 1970: Der Tod sagt Amen (Arizona si scatenò… e li fece fuori tutti!)
- 1971: Das Licht am Ende der Welt (The Light at the Edge of the World)
- 1971: Sando Kid spricht das letzte Halleluja (Un dolár para Sartana)
- 1971: Der Schwanz des Skorpions (La coda dello scorpione)
- 1972: Das Blutgericht der gequälten Frauen (La maldición de Frankenstein)
- 1972: Die Nonnen von Clichy (Les démons)
- 1972: Die Nacht der offenen Särge (Dracula contra Frankenstein)
- 1973: Die Rückkehr der reitenden Leichen (El ataque de los muertos sin ojos)
- 1973: Verflucht dies Amerika
- 1974: Im Schatten des Mörders (La noche de los asesinos)
- 1974: La pazienza ha un limite… noi no!
- 1976: Potato Fritz
- 1977: Phantastische Reise zum Mittelpunkt der Erde (Viaje al centro de la tierra)
- 1979: Supersonic Man
- 1980: Die Reise zur Insel des Grauens (Misterio en la isla de los monstruos)
- 1980: The Werewolf (El retorno del hombre lobo)
- 1981: Alles fliegt dir um die Ohren (Comin' at ya!)
- 1981: Seeteufel (Los diablos del mar)
- 1982: Conan der Barbar (Conan the Barbarian)
- 1988: Blaues Blut (Fernsehserie, 1 Folge)